# リブ島
リブ島（リブとう、英語: Lib Island）またはエレップ島（エレップとう、マーシャル語: Ellep）は、太平洋上の小島であり、マーシャル諸島のラリック列島に属している。島の陸地面積は0.93km2である。
またリブ島の人口は、1999年度で115人である。